# 吳克靜
吳克靜（1923年5月1日—2005年11月15日），當時又譯作吳克省，原越南共和国政治人物，曾擔任越南共和國信息部長和文化、教育及青年部長。1975年西貢淪陷後被新政權關押於再教育營。

## 生平
1923年5月1日（一說1922年），吳克靜出生於越南寧順省潘郎市社。
2005年11月15日在美國加利福尼亞州聖荷西去世。

### 教育經歷
吳克靜畢業於法國圖盧茲大學的藥學院畢業，取得藥劑師學士文憑。

### 政治生涯
越南第一共和國時期，吳克靜擔任越南國會議員。
1969年至1971年間，吳克靜擔任越南共和國新聞部長。
1971年至1975年間，吳克靜擔任越南共和國文化、教育和青年部長。在越南共和國政權倒臺前夕，芹苴大學校長阮維春教授接替吳擔任越南共和國文化、教育和青年部長。阮維春於1986年死於再教育營中。
吳克靜在1975年5月5日至1987年9月29日間遭到越南當局的監禁，在再教育營中度過了將近13年時間。吳克靜被釋放後，通過有序離境計劃移居美國，與家人團聚。

## 家庭
吳克靜已婚，有至少六個子女。他的妻子和兒女在1975年4月28日離開了越南，定居於美國。
吳克靜的兄弟吳克淨（Ngô Khắc Tịnh）律師曾出任越南共和國司法部長。吳還有兩個妹妹，吳氏碧赤（Ngô Thị Bích Đỏ）和吳氏碧紅（Ngô Thị Bích Hồng）。

## 榮譽
- 中華民國大綬景星勳章[11]